# Coelichneumon quadriannulatus
Coelichneumon quadriannulatus là một loài tò vò trong họ Ichneumonidae.